# 14959 TRIUMF
14959 TRIUMF è un asteroide della fascia principale. Scoperto nel 1996, presenta un'orbita caratterizzata da un semiasse maggiore pari a 2,4514105 UA e da un'eccentricità di 0,2270334, inclinata di 4,94203° rispetto all'eclittica.